# Serge Daney
Serge Daney (Parigi, 4 giugno 1944 – Parigi, 11 giugno 1992) è stato un critico cinematografico francese.
Partendo dalla critica dei film, Daney è passato alla critica televisiva, fino a sviluppare una complessiva teoria critica dell'immagine.
Dopo aver fondato la rivista Visages du Cinéma nel 1962, Serge Daney entrò come critico ai Cahiers du Cinéma, invitato da Jean Douchet, nel 1964. Per la famosa rivista di critica era la fine del cosiddetto periodo giallo, così soprannominato per il colore originale delle copertine fino a quel momento. La prima generazione di critici, formatasi attorno ad André Bazin, quella di François Truffaut, Jean-Luc Godard, Éric Rohmer e Jacques Rivette, era ormai passata alla regia e sui Cahiers si affacciava una seconda generazione di critici, fra i quali Daney, Serge Toubiana e Olivier Assayas sono i più conosciuti. In questo periodo Daney, durante un viaggio a Hollywood, intervistò per i Cahiers attori e registi molto noti come Howard Hawks, Leo McCarey, Josef Von Sternberg e Jerry Lewis.
Nel 1973, dopo alcuni viaggi in India e in Africa e dopo aver insegnato brevemente all'università Paris III, Daney assunse la direzione dei Cahiers du Cinéma accanto a Serge Toubiana. Dopo un lungo periodo di accesi dibattiti teorici sull'impegno al cinema, spesso influenzati dall'ideologia maoista fra il 1968 e il 1972, Daney e Toubiana inaugurarono un ritorno al dibattito cinematografico vero e proprio, chiamando a intervenire sulle pagine dei Cahiers anche intellettuali che non si occupavano specificamente di cinema, come Michel Foucault, Jacques Rancière e Gilles Deleuze.
Il critico cessò definitivamente la sua collaborazione con la rivista nel 1981, andando a collaborare al quotidiano Libération come critico cinematografico, ma con l'intenzione di creare una rubrica dedicata più generalmente all'immagine nel suo complesso. Per questo motivo Daney si interessò particolarmente della televisione e scrisse una serie di articoli sulla trasmissione televisiva dei film e sui programmi televisivi.
Dal 1985 al 1990 condusse Microfilms, una trasmissione settimanale su Radio France Culture, durante la quale intervistava un ospite su temi collegati al cinema.
Nel 1991, dopo un'aspra polemica sul modo nel quale la televisione aveva coperto la Prima Guerra del Golfo, Daney decise di tornare alla critica cinematografica fondando la rivista trimestrale Trafic, tuttavia poco tempo dopo, nel 1992, morì per le conseguenze dell'Aids.
Il Sicilia Queer filmfest ha dedicato alla memoria di Daney la sua sezione di storia del cinema, intitolata significativamente Carte postale à Serge Daney.